# Diplotaxodon aeneus
Diplotaxodon aeneus es una especie de peces de la familia Cichlidae en el orden de los Perciformes.

## Morfología
Los machos pueden llegar alcanzar los 14 cm de longitud total.

## Hábitat
Vive en zonas de clima tropical hasta los 400 m de profundidad.  

## Distribución geográfica
Se encuentran en África: lago Malawi. 